# Тихое гнездо (дворец)

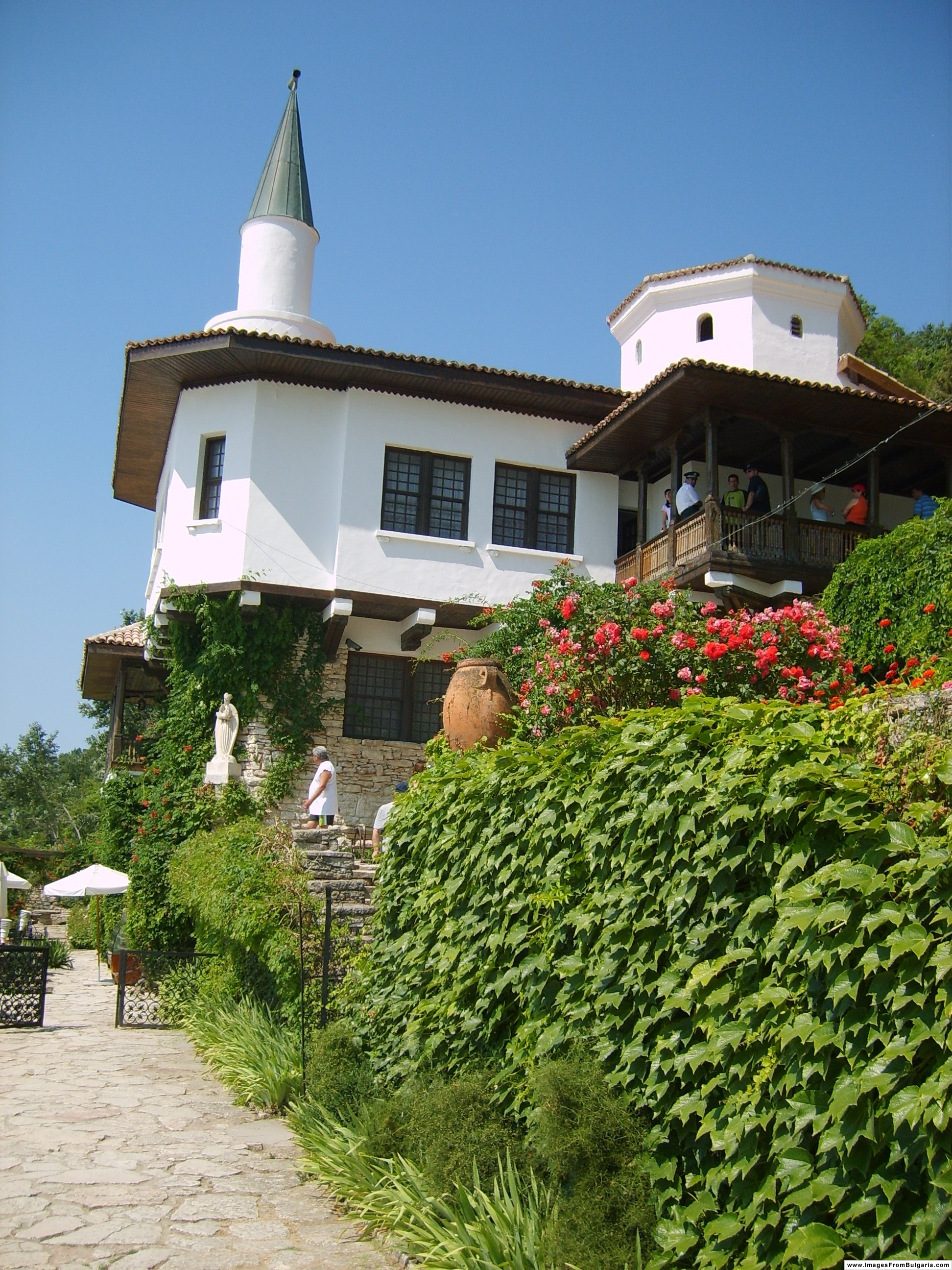
Летняя резиденция королевы с минаретом

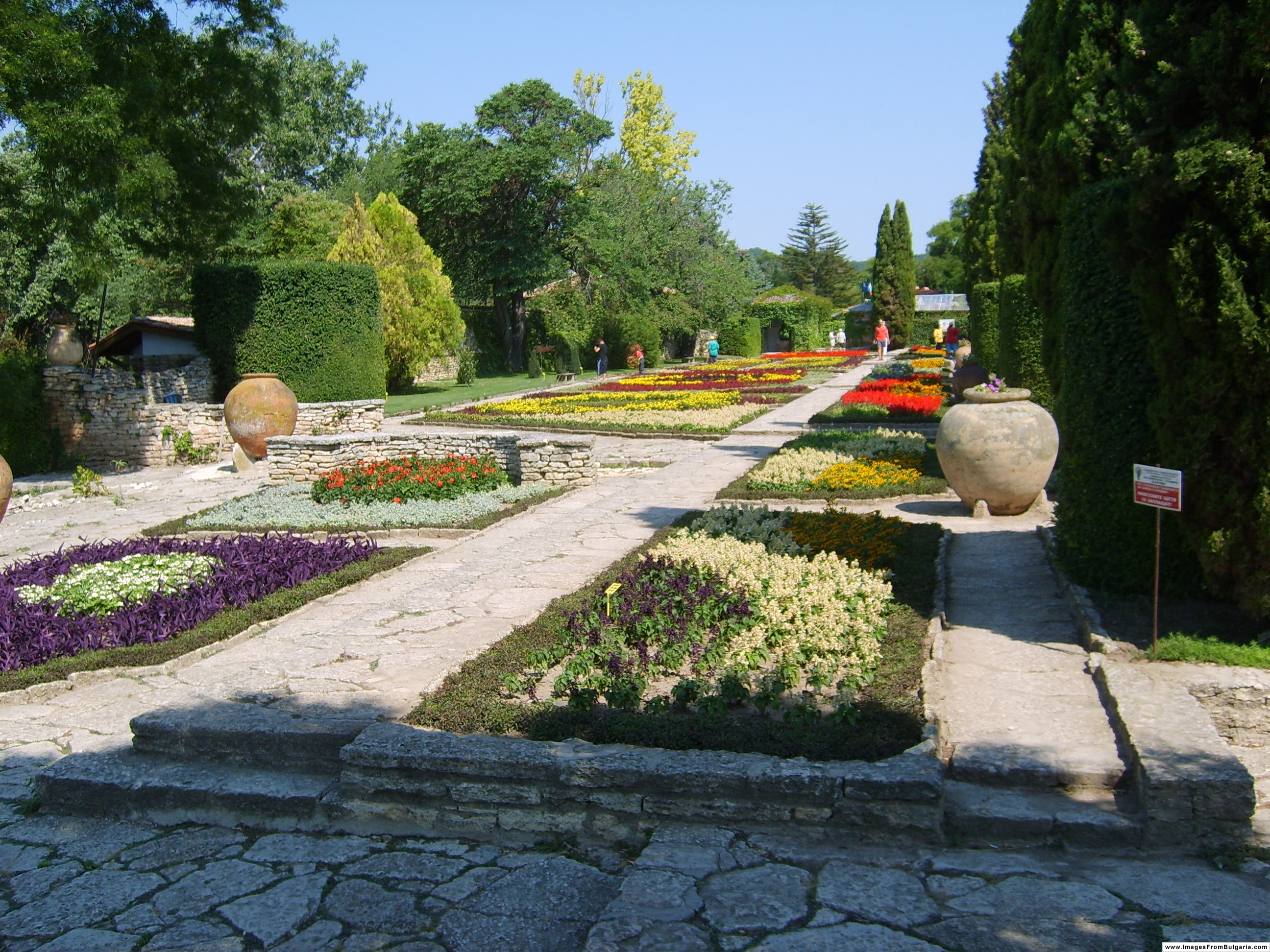
Ботанический сад

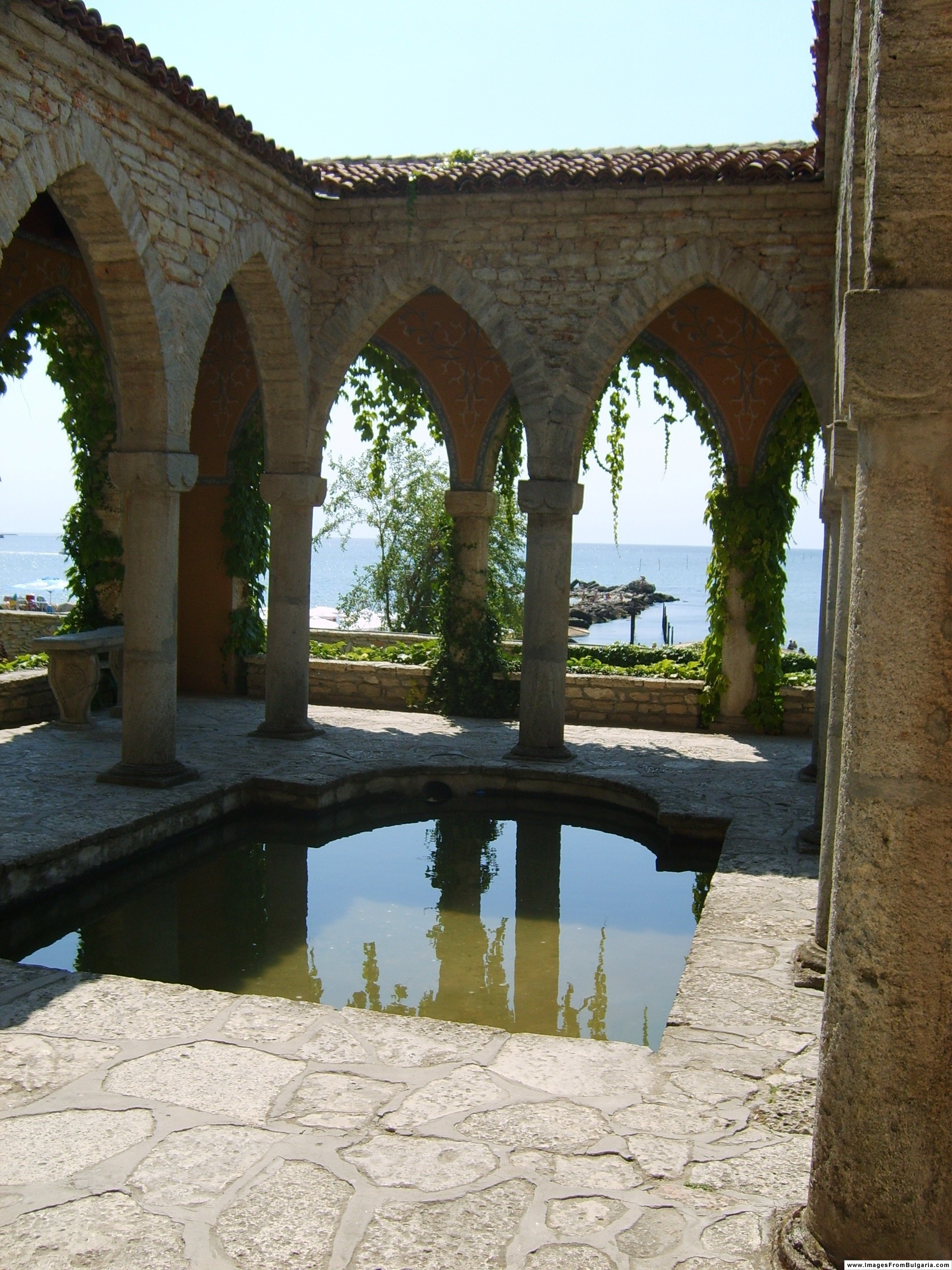
Купальни

Дворец в Балчике (болг. Дворец в Балчик, рум. Castelul din Balcic) располагается на болгарском черноморском побережье в Южной Добрудже. Официальное название ― Дворец «Тихое гнездо». Был построен между 1926 и 1937 годами, когда данная территория принадлежала Румынии, для нужд королевы Марии Эдинбургской. Дворцовый комплекс состоит из нескольких вилл, зала для курения, винного погреба, электростанции, монастыря, святого источника, часовни и многих других зданий. Здесь же располагается парк, который сегодня является государственным ботаническим садом. Дворец находится на возвышении в 17 метров.

## Архитектурный комплекс
Мария, королева Румынии и жена Фердинанда I, посетила Балчик в 1921 году: ей понравилось место для летней резиденции, и она приказала скупить здешние виноградники, сады, мельницы местных жителей, чтобы построить на их месте дворец. Архитектура дворца выдержана в балканском и восточном стилях. Экстравагантный минарет у главного здания соседствует с христианской часовней, тем самым иллюстрируя приверженность королевы к вере Бахаи.
Сегодня многие бывшие виллы и прочие здания комплекса перестраиваются изнутри и используются для размещения туристов. Некоторые из старых болгарских водяных мельниц также сохранились до наших дней и теперь в них находятся рестораны или туристические отели.

## Ботанический сад
В 1940 году, после вхождения Южной Добруджи в состав Болгарии по итогам Крайовского мирного договора, на месте дворцового парка был организован Балчикский ботанический сад. Он занимает территорию в 65 000 квадратных метров. Здесь растёт около 2000 видов растений, которые принадлежат 85 семействам и 200 родам. Основной достопримечательностью сада является коллекция высоких кактусов, которые занимают площадь в 1000 квадратных метров: такое собрание является вторым в своём роде в Европе, ещё одно находится в Монако.

### Дворец
- Dvoreca.com, official website
- Gallery of the Balchik Palace at Balchik.info
- Info end history at Balcic.eu
- Balchik Palace at Journey.bg
- Gallery of Balchik
- Nikola Gruev's gallery of the palace
- BulgariaLeisure.com, Tourism Information Portal

### Ботанический сад
- University Botanical Garden - Balchik, Bulgaria
- Balchik Botanical Garden at Balchik.info
- Book about Botanical Garden at Balcic.eu
- Save the Balchik Botanical Garden! campaign
- BulgariaLeisure.com, Tourism Information Portal